# Jordan 191

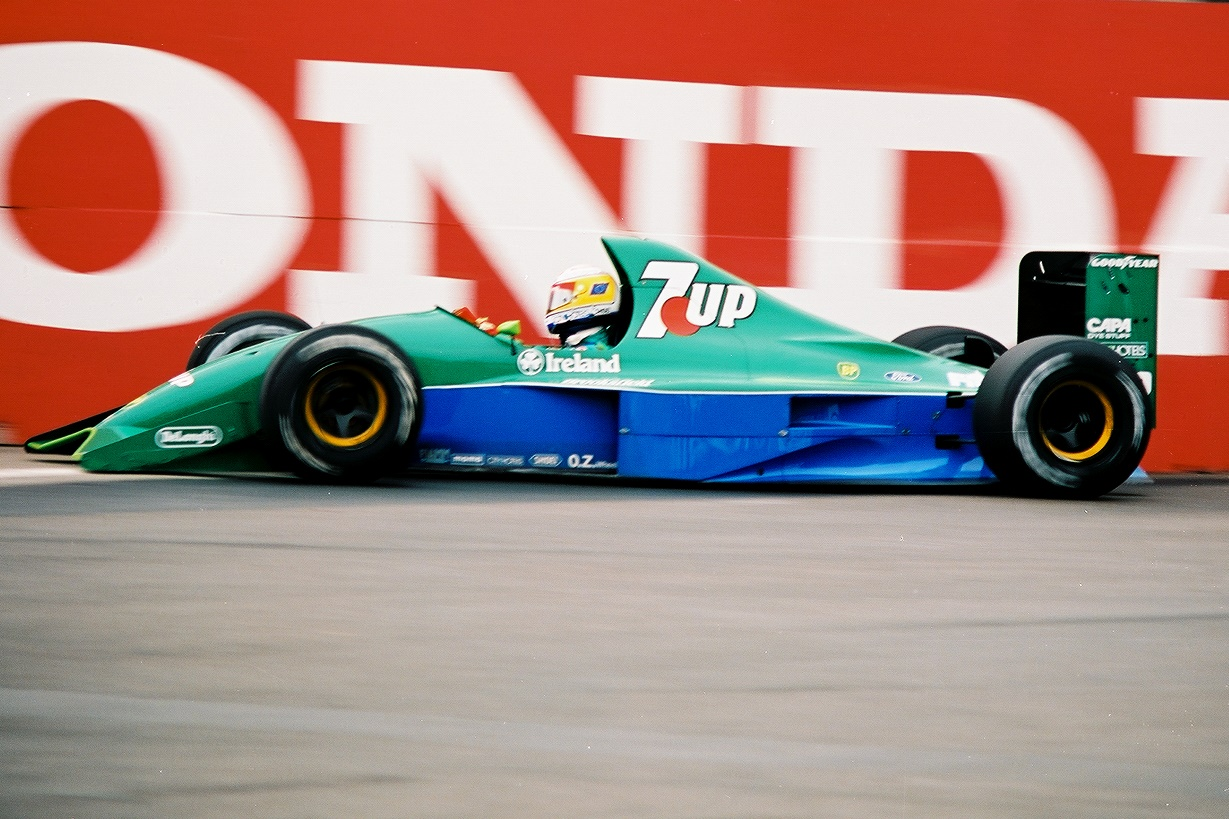
Bertrand Gachot im Jordan 191 beim Saisonauftakt in den Vereinigten Staaten

Der Jordan 191 war der erste Formel-1-Rennwagen von Jordan Grand Prix.

## Renneinsätze

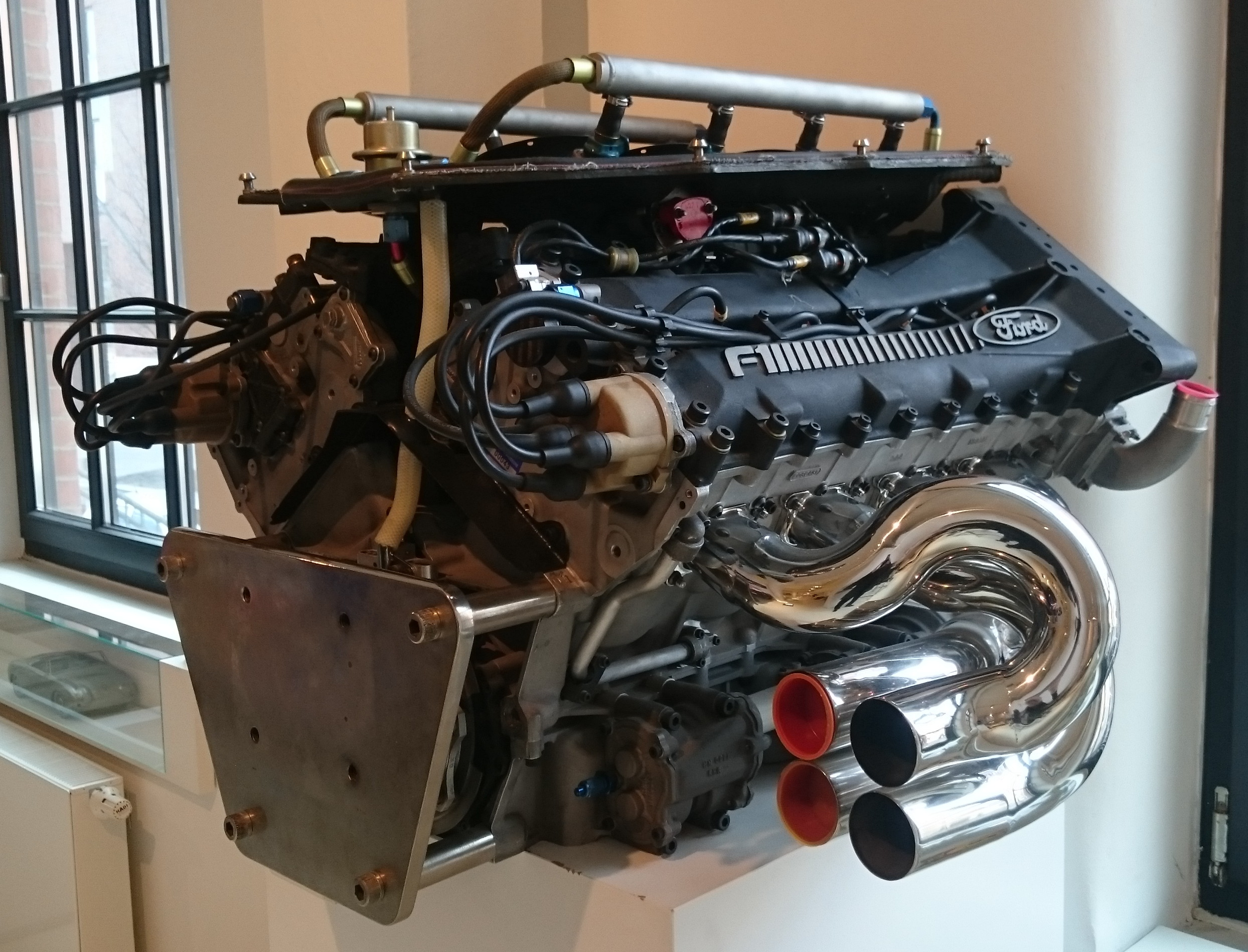
Ford Cosworth HB4, der Motor des Jordan 191

Der von Gary Anderson konstruierte Wagen nahm an allen 16 Rennen der Formel-1-Saison 1991 teil, wurde von fünf Fahrern gesteuert, fuhr eine schnellste Rennrunde (Gachot beim Großen Preis von Ungarn) heraus, zudem zwei vierte sowie fünfte Plätze und drei sechste – wodurch das Team in seiner ersten Saison die Konstrukteurswertung mit 13 Punkten auf dem fünften von zwölf Rängen beendete. Der V8-Motor war ein Cosworth HB IV, der sich auf dem Entwicklungsniveau von 1990 befand.
Als einziger Fahrer nahm der Italiener Andrea de Cesaris an allen Rennwochenenden teil. Neben ihm fuhr der Belgier Bertrand Gachot die ersten zehn Saisonrennen. Nachdem Gachot einen Londoner Taxifahrer mit einem Reizgas attackiert hatte und für zwei Monate im Gefängnis war, musste sich Teamchef Eddie Jordan für den Großen Preis von Belgien einen neuen Fahrer suchen. Jordan wollte zuerst den erfahrenen Schweden Stefan Johansson verpflichten, ließ sich jedoch von der finanziellen Mitgift des jungen Deutschen Michael Schumacher überzeugen, sodass dieser zu seinem Formel-1-Debüt kam. Schumacher qualifizierte sich als Siebter – die bis dahin beste Platzierung im Qualifying eines Jordan –, fiel im Rennen allerdings nach 500 Metern mit einem Kupplungsschaden aus. Durch seine beeindruckende Leistung fuhr er bereits beim nächsten Rennen in Monza für das Benetton-Ford-Team und tauschte sein Jordan-Cockpit mit dem Brasilianer Roberto Moreno, der nach zwei Rennen durch den debütierenden Italiener Alessandro Zanardi ersetzt wurde. Zanardi bestritt die letzten drei Rennen der Saison und wurde zweimal Neunter.

## Resultate
| Fahrer               | Nr.                  | 1    | 2   | 3   | 4   | 5 | 6   | 7   | 8   | 9 | 10 | 11  | 12  | 13 | 14  | 15  | 16 | Punkte | Rang |
| -------------------- | -------------------- | ---- | --- | --- | --- | - | --- | --- | --- | - | -- | --- | --- | -- | --- | --- | -- | ------ | ---- |
| Formel-1-Saison 1991 | Formel-1-Saison 1991 |      |     |     |     |   |     |     |     |   |    |     |     |    |     |     |    | 13     | 5.   |
| B. Gachot            | 32                   | 10   | 13  | DNF | 8   | 5 | DNF | DNF | 6   | 6 | 9  |     |     |    |     |     |    | 13     | 5.   |
| M. Schumacher        | 32                   |      |     |     |     |   |     |     |     |   |    | DNF |     |    |     |     |    | 13     | 5.   |
| R. Moreno            | 32                   |      |     |     |     |   |     |     |     |   |    |     | DNF | 10 |     |     |    | 13     | 5.   |
| A. Zanardi           | 32                   |      |     |     |     |   |     |     |     |   |    |     |     |    | 9   | DNF | 9  | 13     | 5.   |
| A. de Cesaris        | 33                   | DNPQ | DNF | DNF | DNF | 4 | 4   | 6   | DNF | 5 | 7  | 13  | 7   | 8  | DNF | DNF | 8  | 13     | 5.   |

| Legende  | Legende            | Legende                                                          |
| Farbe    | Abkürzung          | Bedeutung                                                        |
| -------- | ------------------ | ---------------------------------------------------------------- |
| Gold     | –                  | Sieg                                                             |
| Silber   | –                  | 2. Platz                                                         |
| Bronze   | –                  | 3. Platz                                                         |
| Grün     | –                  | Platzierung in den Punkten                                       |
| Blau     | –                  | Klassifiziert außerhalb der Punkteränge                          |
| Violett  | DNF                | Rennen nicht beendet (did not finish)                            |
| Violett  | NC                 | nicht klassifiziert (not classified)                             |
| Rot      | DNQ                | nicht qualifiziert (did not qualify)                             |
| Rot      | DNPQ               | in Vorqualifikation gescheitert (did not pre-qualify)            |
| Schwarz  | DSQ                | disqualifiziert (disqualified)                                   |
| Weiß     | DNS                | nicht am Start (did not start)                                   |
| Weiß     | WD                 | zurückgezogen (withdrawn)                                        |
| Hellblau | PO                 | nur am Training teilgenommen (practiced only)                    |
| Hellblau | TD                 | Freitags-Testfahrer (test driver)                                |
| ohne     | DNP                | nicht am Training teilgenommen (did not practice)                |
| ohne     | INJ                | verletzt oder krank (injured)                                    |
| ohne     | EX                 | ausgeschlossen (excluded)                                        |
| ohne     | DNA                | nicht erschienen (did not arrive)                                |
| ohne     | C                  | Rennen abgesagt (cancelled)                                      |
| ohne     | keine WM-Teilnahme |                                                                  |
| sonstige | P/fett             | Pole-Position                                                    |
| sonstige | 1/2/3/4/5/6/7/8    | Punktplatzierung im Sprint-/Qualifikationsrennen                 |
| sonstige | SR/kursiv          | Schnellste Rennrunde                                             |
| sonstige | *                  | nicht im Ziel, aufgrund der zurückgelegten Distanz aber gewertet |
| sonstige | ()                 | Streichresultate                                                 |
| sonstige | unterstrichen      | Führender in der Gesamtwertung                                   |

## Verbleib der Rennwagen
Der Jordan 191 mit der Startnummer 32 wurde zunächst im Technik-Museum Sinsheim ausgestellt und danach im Automuseum Prototyp in Hamburg. Der Wagen mit der Chassis-Nummer 04 ist seit Juni 2018 in der Dauerausstellung Michael Schumacher – Private Collection in der Motor World Köln zu sehen.

## Technische Daten
| Kenngrößen              | Jordan 191                                                                            |
| ----------------------- | ------------------------------------------------------------------------------------- |
| Motor                   | Ford-V-Achtzylinder, 75°, Aluminiumblock (hinter dem Fahrer eingebaut)                |
| Hubraum (Bohrung × Hub) | 3494 cm³ (ca. 96 × 60,34 mm)                                                          |
| Ventilsteuerung         | 2 obenliegende Nockenwellen mit Kettenantrieb je Zylinderbank, 4 Ventile pro Zylinder |
| Verdichtung             | 13,5 : 1                                                                              |
| Leistung                | ca. 670 PS (ca. 490 kW) bei 13.200/min                                                |
| Kraftübertragung        | Jordan/Hewand-Sechsganggetriebe                                                       |
| Chassis                 | Monocoque aus kohlenstofffaserverstärktem Kunststoff                                  |
| Radstand                | 2898 mm                                                                               |
| Spurweite vorn/hinten   | 1800 mm/1680 mm                                                                       |
| Tankvolumen             | 200 Liter                                                                             |
| Trockengewicht          | 505 kg                                                                                |
| Gebaute Chassis         | 7                                                                                     |